# Мірув-Старий
Мірув-Старий (пол. Mirów Stary) — село в Польщі, у гміні Мірув Шидловецького повіту Мазовецького воєводства.
Населення — 846 осіб (2011).
У 1975-1998 роках село належало до Радомського воєводства.

## Демографія
Демографічна структура станом на 31 березня 2011 року:
|          | Загалом | Допрацездатний вік | Працездатний вік | Постпрацездатний вік |
| -------- | ------- | ------------------ | ---------------- | -------------------- |
| Чоловіки | 449     | 120                | 284              | 45                   |
| Жінки    | 397     | 93                 | 222              | 82                   |
| Разом    | 846     | 213                | 506              | 127                  |